# Nyctophilus shirleyae
Nyctophilus shirleyae — вид ссавців родини лиликових.

## Опис

### Морфометрія
Кажан невеликих розмірів, з довжиною передпліччя між 25,3 і 25,4 мм, довжина хвоста від 48 до 52 мм, довжина гомілки між 22,6 і 23,5 мм, довжина вух між 25,3 і 25,4 мм і вагою до 13 гр.

### Зовнішність
Шерсть коротка і щільна. Спинна частина сірувато-коричнева, червонувато-коричнева, сіро-коричнева або сіра з освою волосся світлішою, а черевна частина ясніша. Морда з жорстким м'ясистим кінцем, де ніздрі відкриті. Очі маленькі. Вуха довгі, широкі та об'єднані по лобі мембранною шкірою, вкритою волоссям. Козелки короткі, з заокругленим кінцем і передній край сильно опуклий. Крила прикріплені до задньої частини основи пальців. Кінець довгого хвоста злегка виступає за межі великої хвостової мембрани.

## Проживання
Цей вид відомий тільки уздовж південно-західного схилу гори Міссім, в Моробе, північно-східна Папуа Нова Гвінея. Індивідуальні особини, які потрапили в Західні провінції, можуть належати до цієї форми.
Живе в лісі і прибережному склерофільному лісі і в середньої висоти горах.

## Звички
Ховається окремо або в невеликих групах під корою, що відшаровується і в дуплах дерев. Полювати починає після настання темряви. Харчується комахами, особливо міллю і жуками захопленими біля землі до 10 метрів у висоту.